# Ballekjaure (Arjeplogs socken, Lappland, 738966-157074)
Ballekjaure är en sjö i Arjeplogs kommun i Lappland och ingår i Piteälvens huvudavrinningsområde. Sjön har en area på 1,62 kvadratkilometer och ligger 653,1 meter över havet. Sjön avvattnas av vattendraget Ardnasjåkkå.

## Delavrinningsområde
Ballekjaure ingår i det delavrinningsområde (739068-156904) som SMHI kallar för Utloppet av Ballekjaure. Medelhöjden är 757 meter över havet och ytan är 15,27 kvadratkilometer. Det finns inga avrinningsområden uppströms utan avrinningsområdet är högsta punkten. Ardnasjåkkå som avvattnar avrinningsområdet har biflödesordning 2, vilket innebär att vattnet flödar genom totalt 2 vattendrag innan det når havet efter 278 kilometer. Avrinningsområdet består mestadels av skog (44 procent) och kalfjäll (45 procent). Avrinningsområdet har 1,63 kvadratkilometer vattenytor vilket ger det en sjöprocent på 10,7 procent.